# Circus (Britse band)
Circus was een Britse muziekgroep. 
De band start als The Stormville Shakers; leider van de band was Phillip Goodhand-Tait. Die naam “bekte niet lekker” en ze gingen op zoek naar een andere naam; het werd Circus. Er verschenen een tweetal singles onder leiding van Mike D'Abo, maar ze werden geen succes. Het enige voordeel was dat Goodhand-Tait opviel bij Love Affair. Door dat succes ging Goodhand-Tait voor een solocarrière, Circus achterlatend zonder zanger. De band was toch opgevallen en in april 1969 stond de band in de befaamde Marquee Club in Londen. In die tijd traden daar tevens onder meer op: Yes, The Village, King Crimson, Keith Relf, Renaissance, en Keith Tippett en John Surman. De band kreeg door die optredens een contract aangeboden bij Transatlantic.  
De band gaat de studio in, maar verloor twee weken voor het begin slagwerker Alan Bunn. Chris Burrows verving hem, maar stond niet op de hoes van de elpee, want die was al klaar. Het muziekalbum werd in twee dagen opgenomen. Het album werd een klein succesje en de band gaat later opnieuw de geluidsstudio in, maar strandde. De band viel uit elkaar. De leden gingen ieder hun weg. Mel Collins ging in King Crimson spelen; Chris Burrows verdiepte zich in het Boeddhisme en Ian Jeffs trouwde met Valérie Lagrange en ging uiteindelijk te gronde aan drank en drugs. Met Transatlantic liep het trouwens niet veel beter; het label ging failliet en het is keer op keer een strijd om een mogelijke heruitgave te krijgen.
Mel Collins ging verder in de muziek en werd veel ingeschakeld als studiomuzikant.

## Leden
- Mel Collins – tenorsaxofoon en dwarsfluit
- Ian Jeffs – zang en gitaar
- Kirk Riddle – basgitaar, gitaar
- Alan Bunn, Chris Burrows – slagwerk

## Discografie
- 1969: Circus